# Expedición Antártica Japonesa

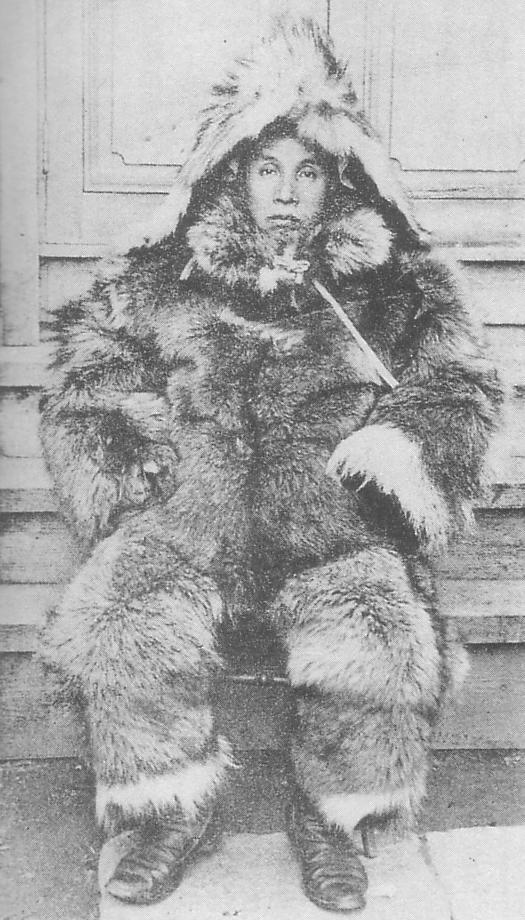
Teniente Nobu Shirase, líder de la Expedición antártica japonesa.

La Expedición Antártica Japonesa (1910-1912), fue la primera exploración de la Antártida realizada por Japón. Estuvo dirigida por el teniente del ejército Nobu Shirase, su barco, el Kainan Maru, zarpó de Tokio en diciembre de 1910, alcanzando la zona de hielos antárticos el 26 de febrero de 1911 navegando después por el mar de Ross. Como la temporada antártica ya era muy tardía, el barco no pudo llegar más allá de la isla Coulman al impedírselo el hielo y entonces  puso rumbo a Sídney, Australia, para pasar el invierno austral. 
Durante la siguiente temporada, hizo un intento para llegar a tierra firme en la Antártida, con el objetivo específico de explorar la Tierra del Rey Eduardo VII. En la Barrera de hielo de Ross, el Kainan Maru encontró al Fram, el barco de Roald Amundsen, que estaba esperando en la Bahía de las Ballenas el regreso del equipo de Amundsen del Polo Sur. Un equipo de siete hombres desembarcó en la barrera y viajó hacia el sur hasta los 80°5'S, en cuyo punto las condiciones climáticas adversas les forzaron a regresar. Mientras tanto otro equipo desembarcó  en la Tierra del Rey Eduardo VII donde exploraron las laderas más bajas de la cordillera Reina Alexandra. El Kainan Maru regresó a Japón, llegando a Yokohama el 20 de junio de 1912.